# Franz Boas
Franz Boas (Minden, 9 luglio 1858 – New York, 21 dicembre 1942) è stato un antropologo tedesco naturalizzato statunitense, tra i pionieri dell'antropologia moderna.

## Biografia
Boas nacque nel 1858 in Germania in una famiglia ebrea di idee liberali. Questa condizione lo rese particolarmente sensibile alle tematiche del razzismo nonché oggetto di vessazioni di stampo antisemita da parte di alcuni colleghi di studio all'università. La sua preparazione accademica fu ricca e variegata: prima si dette alla fisica, poi alla matematica, infine alla geografia. Proprio quest'ultima lo condusse indirettamente agli studi antropologici: nel 1883 partì per una spedizione scientifica presso gli eschimesi della terra di Baffin con lo scopo di analizzare gli effetti dell'ambiente fisico sulla società locale. Boas fece ritorno in Germania con la ferma convinzione che fosse la cultura e non l'ambiente a determinare le dinamiche sociali del popolo eschimese, decidendo pertanto di dedicarsi all'antropologia.
Nel 1886 decise di compiere un altro viaggio nell'America Settentrionale, recandosi assieme al linguista inglese Horatio Hale nella Columbia Britannica, per compiere uno studio etnografico sui nativi della costa nord-occidentale. Nel corso di questi studi analizzò da vicino i kwakiutl, i chinook ed i tsimshian, mentre nel 1887 decise di stabilirsi negli Stati Uniti. Docente alla Columbia University per più di quarant'anni, a partire dal 1899, e curatore dell'American Museum of Natural History,
Boas è stato il maestro di un'intera generazione di famosi antropologi della scuola culturalista, come Alfred Kroeber, Ella Cara Deloria, Robert Lowie, Edward Sapir, Alexander Alexandrovich Goldenweiser, Melville Jean Herskovits, Ruth Benedict, Margaret Mead, Zora Neale Hurston solo per citarne alcuni.
A Boas si deve il tentativo di dare all'antropologia americana basi teoriche più rigorose rispetto a quelle che, sino ad allora, avevano caratterizzato il lavoro della maggior parte degli antropologi evoluzionisti della generazione successiva a quella di Lewis Henry Morgan. Nonostante la sua avversione per una qualsiasi forma di esposizione sistematica del suo pensiero, è nei pochi lavori di carattere teorico - che costituiscono una parte minima della sua intera produzione - che si possono individuare i temi che, sviluppati dai suoi allievi, avrebbero poi delineato gli interessi e quindi le scelte dell'antropologia americana della prima metà del Novecento.
Boas non si può definire propriamente un "diffusionista", tuttavia è stato uno dei primi a contestare le semplificazioni che l'evoluzionismo aveva prodotto, dando troppa importanza allo sviluppo indipendente delle culture. Utilizzando un approccio contestuale Boas criticò gli iperdiffusionisti inglesi: da un lato egli rifiutava di ridurre una cultura a pochi tratti che possano essere compresi isolatamente; dall'altro lato "non considera[va] la storia su vasta scala, non indaga[va] le sequenze della storia della cultura nel loro complesso"; egli, all'opposto, preferiva concentrarsi sugli scambi tra culture geograficamente contigue, come egli stesso ha fatto studiando sul campo i nativi della British Columbia o quelli della terra di Baffin.
Importante è il suo contributo allo sviluppo dell'etnologia, che diventerà una delle discipline delle scienze etnoantropologiche. Sebbene come Marcel Mauss non abbia mai esposto i principi cui si richiamava il suo pensiero, Boas si differenzia da quest'ultimo per la conoscenza empirica dell'oggetto di studio, caratteristica dovuta alla sua formazione scientifica e che prefigura quella che, più tardi con la scuola funzionalista, si chiamerà osservazione partecipante: ne è un esempio l'etnografia kwakiutl, che impegnò lo studioso per diversi decenni.

## Vita privata
Boas era sposato con l'antropologa Marie Krackowizer dalla quale ebbe sei figli. La più piccola, Franziska Boas, divenne una famosa ballerina.
Boas mori nel 1942 a New York.

## Ricerche
Boas concepiva il lavoro sul campo come lo studio di singole culture o particolari aree culturali.

### Evoluzionismo culturale
Boas era un giovane ricercatore di geografia quando entrò a far parte di una spedizione artica che lo condusse nella Terra di Baffin. Qui Boas scoprì che il gruppo eschimese degli Inuit possedeva una diversa serie di categorie cromatiche che influenzavano la loro percezione del colore dell'acqua del mare. Boas giunse alla conclusione che persino le nostre percezioni sensoriali possono venire influenzate da fattori culturali. Partendo da questa considerazione, egli iniziò una serie di studi sull'interazione tra fattori geografici e culturali e poco dopo abbandonò la nativa Germania per trasferirsi negli Stati Uniti e iniziare una serie di studi etnografici sulle popolazioni native nordamericane. Tali studi portarono Boas ad abbandonare l'assioma indistinto di cultura in favore dell'idea di una pluralità di culture influenzate – oltre che da fattori geografici – dai molteplici percorsi storici, dato che la Storia non segue un rigido schema evolutivo ma è costruita da un'infinita serie di percorsi. A queste conclusioni Boas arrivò attraverso lo studio sul campo, che da quel momento in avanti divenne il fondamento non solo metodologico ma anche teorico dell'antropologia, smantellando le tesi tyloriane. Attraverso un enorme lavoro di ricerca, Boas raccolse una quantità impressionante di dati e informazioni riguardo alla lingua, alle usanze, ai riti, alle strutture sociali delle diverse tribù di nativi d'America, dati che lo portarono a cogliere i particolari stili di vita che fanno di ogni cultura un'esperienza irripetibile altrove.

### Particolarismo culturale
Lo studio di Boas sui nativi nordamericani non fu il primo, poiché era già stato compiuto da altri antropologi, il cui approccio spesso non fu solo scientifico: ad esempio l'antropologo evoluzionista Lewis Henry Morgan, che studiò le tribù degli Irochesi, nel 1846 si schierò dalla loro parte nominandosi avvocato difensore in una causa giudiziaria intentata da un gruppo di speculatori bianchi che volevano prendersi le loro terre. Ad ogni modo, il contributo più importante di Boas fu l'introduzione dell'approccio detto particolarismo storico: esso è un procedimento induttivo fondato sull'osservazione empirica di un gruppo culturale ben localizzato e volto a metterne in luce le strutture sociali peculiari a partire dal suo specifico sviluppo storico. L'affermazione di Boas secondo cui la cultura non esiste, ma esistono invece diverse culture, trova il suo fondamento proprio nell'idea che ogni gruppo etnico sia diverso da un altro per il carattere irripetibile della sua storia; ciò lo porta a ritenere impossibile l'esistenza di stadi di sviluppo comuni a tutta l'umanità. Un altro importante contributo di Boas all'antropologia è stato l'adozione del metodo idiografico contrapposto a quello nomotetico praticato dagli evoluzionisti e tendente a ricercare le leggi universali dell'agire umano. L'approccio idiografico deriva dallo storicismo tedesco e soprattutto dalle teorie di Wilhelm Dilthey: egli, in polemica col positivismo di Comte, esplicò per primo la distinzione tra scienze naturali e “scienze dello spirito” (oggi dette scienze storico-sociali o scienze umane), distinzione fondata sull'assoluta diversità del loro rispettivo oggetto di indagine: un oggetto assolutamente indipendente rispetto al soggetto nelle scienze naturali, dove il mondo naturale è altro dal soggetto che è l'uomo; un'identità tra oggetto e soggetto nelle scienze storico-sociali dove l'oggetto, cioè il mondo storico-sociale, è – come affermava già Vico – opera del soggetto, cioè dell'agire umano. Lo studio delle scienze naturali si basa sul metodo nomotetico, sulla spiegazione degli eventi in base a leggi universali; le scienze dello spirito si basano sul metodo idiografico che permette di comprendere i significati irripetibili di ogni evento storico. La differenza centrale tra le scienze umane e quelle naturali sta nel fatto che le prime sono volte allo studio di ciò che è singolare, individuale, mentre le seconde studiano l'universale.

### La critica dell'evoluzionismo e il relativismo culturale
Nella sua opera Limiti del metodo comparativo in antropologia (1896), Boas smantella il paradigma dell'evoluzione unilineare proposta da Tylor. Boas ritiene che non sia assolutamente provata la tesi secondo cui ogni popolo, attualmente presente in uno stadio progredito della civiltà, sia passato attraverso una serie di stadi di sviluppo identici per tutti e che possono essere desunti dall'analisi di tutti i tipi di cultura esistenti al mondo. Boas afferma con convinzione che la sequenza dal semplice al complesso non è valida per tutti i fenomeni culturali: non lo è ad esempio per la lingua, o per l'arte, o per la religione. A dimostrazione di ciò, Boas fa riferimento ai numerosi studi da lui effettuati sui linguaggi dei nativi del Nordamerica e nota come «molte lingue primitive sono complesse», perché le loro strutture grammaticali e le loro forme logiche sono molto più elaborate di quelle occidentali: «Le categorie grammaticali del latino, e ancor di più quelle dell'inglese moderno, appaiono rozze se paragonate con la complessità delle forme logiche che le lingue primitive conoscono». Riguardo alla tesi dell'unità psichica del genere umano, Boas la smonta attraverso la sua impostazione storicistica: la presenza di fenomeni simili in contesti culturali distanti può essere spiegata attraverso una connessione storica tra tali fenomeni. È probabile che questi fenomeni fossero acquisizioni culturali primitive risalenti a un periodo antecedente alla dispersione dell'umanità, o che si siano prodotte per contatti culturali diretti. Notando inoltre con che frequenza forme analoghe si sviluppino indipendentemente in piante e animali, Boas afferma che «non c'è nulla di improbabile nell'origine indipendente di idee simili tra i gruppi umani più differenti». Uno dei meriti principali di Boas è stato l'avere confutato il pregiudizio razzista. Nel suo La mente dell'uomo primitivo, Boas dimostrò come non vi sia alcuna influenza sulla cultura da parte dei caratteri biologici ed esplicò la sua tesi già presente in tutti i suoi studi secondo cui le differenze tra gruppi umani sono dovute solo alla cultura e ai diversi percorsi storici e non alla razza. Boas è stato anche il primo a introdurre il concetto di relativismo culturale che è del resto l'inevitabile approdo del particolarismo storico. Questa tesi si fonda sull'assunto secondo cui ogni cultura ha una sua unicità che la rende incomprensibile e impossibile da valutare a tutti coloro che non la studiano dal suo interno. Nato come correttivo dell'etnocentrismo (termine introdotto da William Graham Sumner nel 1906), concetto che designa la tendenza a interpretare e giudicare le culture “altre” in base ai propri criteri, il relativismo culturale è poi divenuto per gli antropologi un ostacolo riguardo a questioni etiche ed epistemologiche che si verranno a presentare più avanti.

### Il concetto di cultura
In La mente dell'uomo primitivo (1911), Boas elaborò una propria definizione di cultura. Essa è definita come «la totalità delle reazioni e delle attività intellettuali e fisiche che caratterizzano il comportamento degli individui che compongono un gruppo sociale – considerati sia collettivamente sia singolarmente – in relazione al loro ambiente naturale, ad altri gruppi, ai membri del gruppo stesso, nonché quello di ogni individuo rispetto a se stesso». La cultura, continua Boas, «comprende anche i prodotti di queste attività» e soprattutto «i suoi elementi non sono indipendenti ma possiedono una struttura». Riguardo a questa definizione, possono essere fatte alcune riflessioni. Innanzitutto, nonostante le sue varie critiche a Tylor, la sua definizione di cultura riprende da Tylor l'idea di totalità visto che anche per Boas la cultura è un insieme di elementi che non sono indipendenti ma che possiedono una struttura: ritorna quindi il concetto di insieme complesso. Diversamente da Tylor, tuttavia, Boas fa qui una distinzione tra due diversi aspetti della cultura: da una parte le reazioni e le attività comportamentali, dall'altra i prodotti di questa attività, cioè quella che potremmo definire la cultura materiale. Ciò che tuttavia spicca in questa definizione è la centralità riservata all'individuo: mentre nella definizione di Tylor l'individuo, inteso come “membro della società”, è un elemento passivo perché mero “portatore” della cultura, Boas assume l'individuo nella qualità di soggetto capace di “attività” e “reazioni”.

### Lingua, cultura, individuo
Nel 1889 scrive Sull'alternanza dei suoni ("On Alternating Sounds"), articolo su American Anthropologist, che influenzò la metodologia sia della linguistica sia dell'antropologia culturale, riguardo alla percezione di suoni diversi. Boas inizia sollevando una questione empirica: quando le persone descrivono un suono in modi diversi, è perché non riescono a percepire la differenza, o potrebbe esserci un altro motivo? Egli stabilisce subito che egli non si occupa di casi di deficit percettivo - l'equivalente sonoro di daltonismo. Egli fa notare che la questione di persone che descrivono un suono in modi diversi è paragonabile a quella di persone che descrivono suoni differenti allo stesso modo. Questo è fondamentale per la ricerca in linguistica descrittiva: quando si studia una nuova lingua, come possiamo notare la pronuncia delle parole diverse? (in questo punto, Boas anticipa e pone le basi per la distinzione tra fonemi e fonetica). La gente può pronunciare una parola in una varietà di modi e ancora riconoscere che stanno usando la stessa parola. Il problema, allora, non è "che tali sensazioni non sono riconosciute nella loro individualità" (in altre parole, la gente riconosce le differenze di pronuncia), ma piuttosto, è che i suoni "sono classificati in base alla loro somiglianza" (in altre parole, che le persone classificano una varietà di suoni percepiti in un'unica categoria). Boas applicò questi principi per i suoi studi sulla lingua inuit. I ricercatori hanno riportato una varietà di pronunce per una parola data. In passato, i ricercatori hanno interpretato questi dati in un certo numero di modi - potrebbe indicare variazioni locali nella pronuncia di una parola, o potrebbe indicare dialetti diversi. Boas sostiene una spiegazione alternativa: che la differenza non è nel modo in cui gli Inuit pronunciano la parola, ma piuttosto nel modo in cui gli studiosi di lingua inglese percepiscono la pronuncia della parola. Non è che gli anglofoni sono fisicamente incapaci di percepire il suono in questione, ma piuttosto che il sistema fonetico della lingua inglese non può accogliere la sensazione sonora percepita.
Nel suo fondamentale Handbook of American Indian Languages (1911) in quattro volumi, Boas fornì una documentazione unica sulla grammatica delle lingue dei nativi nordamericani, molte delle quali oggi scomparse. La sua introduzione a quest'opera è stata considerata da molti esperti come uno dei testi più importanti della linguistica descrittiva e antropologica. Boas ritiene che vi sia un collegamento tra lingua e cultura, ed anzi la conoscenza della lingua viene ritenuta indispensabile per la conoscenza di una cultura. Queste riflessioni derivano dalla stessa personale esperienza di Boas. Egli studiò numerose questioni, quali il legame tra lingua e razza, l'influenza dell'ambiente sulla lingua, i rapporti tra linguaggio e pensiero. Nella sua più tarda opera General Anthropology (1938), egli sosterrà la tesi secondo cui le categorie grammaticali di una lingua impongono a chi le usa delle scelte obbligate allo stesso modo in cui i soggetti sociali sono condizionati dalle regole della propria cultura. Boas non approfondì sistematicamente questo rapporto tra lingua e cultura, che fu invece ripreso da uno dei suoi allievi, Edward Sapir che, insieme al linguista Benjamin Lee Whorf, è rimasto noto per la cosiddetta ipotesi di Sapir-Whorf.

Esibizione di maschere al potlatch dei Kwakiutl

### L'analisi del potlatch
In L'organizzazione sociale e le società segrete degli indiani Kwakiutl (1897) studiò la cerimonia del potlatch, che si svolge tra alcune tribù di Nativi Americani della costa nordoccidentale del Pacifico degli Stati Uniti e del Canada, come i Kwakiutl (Kwakwaka'wakw) della Columbia Britannica. Il potlatch assume la forma di una cerimonia rituale, che tradizionalmente comprende un banchetto a base di carne di foca o di salmone, in cui vengono ostentate pratiche distruttive di beni considerati "di prestigio". Attraverso il potlatch individui dello stesso status sociale distribuiscono o fanno a gara a distruggere beni considerevoli per affermare pubblicamente il proprio rango o per riacquistarlo nel caso lo abbiano perso.Inoltre il potlatch ha la funzione molto importante, ovvero evitare che vi sia una eccessiva accumulazione di beni in un solo uomo, che avrebbe messo in pericolo l'intera società